# Xerochrysum
 Xerochrysum  Tzelev, 1990 è un genere di piante angiosperme dicotiledoni della famiglia delle Asteraceae (sottofamiglia Asteroideae, tribù Gnaphalieae e sottotribù Gnaphaliinae).

## Etimologia
Il nome del genere deriva dalle parole greche "xeros" (= secco) e "chrysos" (= oro). Il nome è stato scelto perché le piante di questo genere sono caratterizzate da fiori secchi e dorati.
Il nome scientifico del genere è stato definito dal botanico Nikolai Nikolaievich Tzvelev (1925-2015) nella pubblicazione " Novosti Sistematiki Vysshikh Rastenii. Moscow, Leningrad" ( Novosti Sist. Vyssh. Rast. 27: 151) del 1990.

## Descrizione

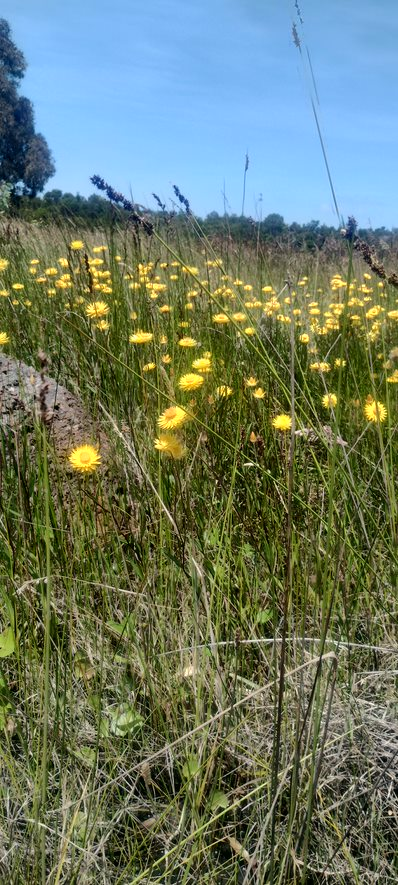
Il portamento
Xerochrysum palustra

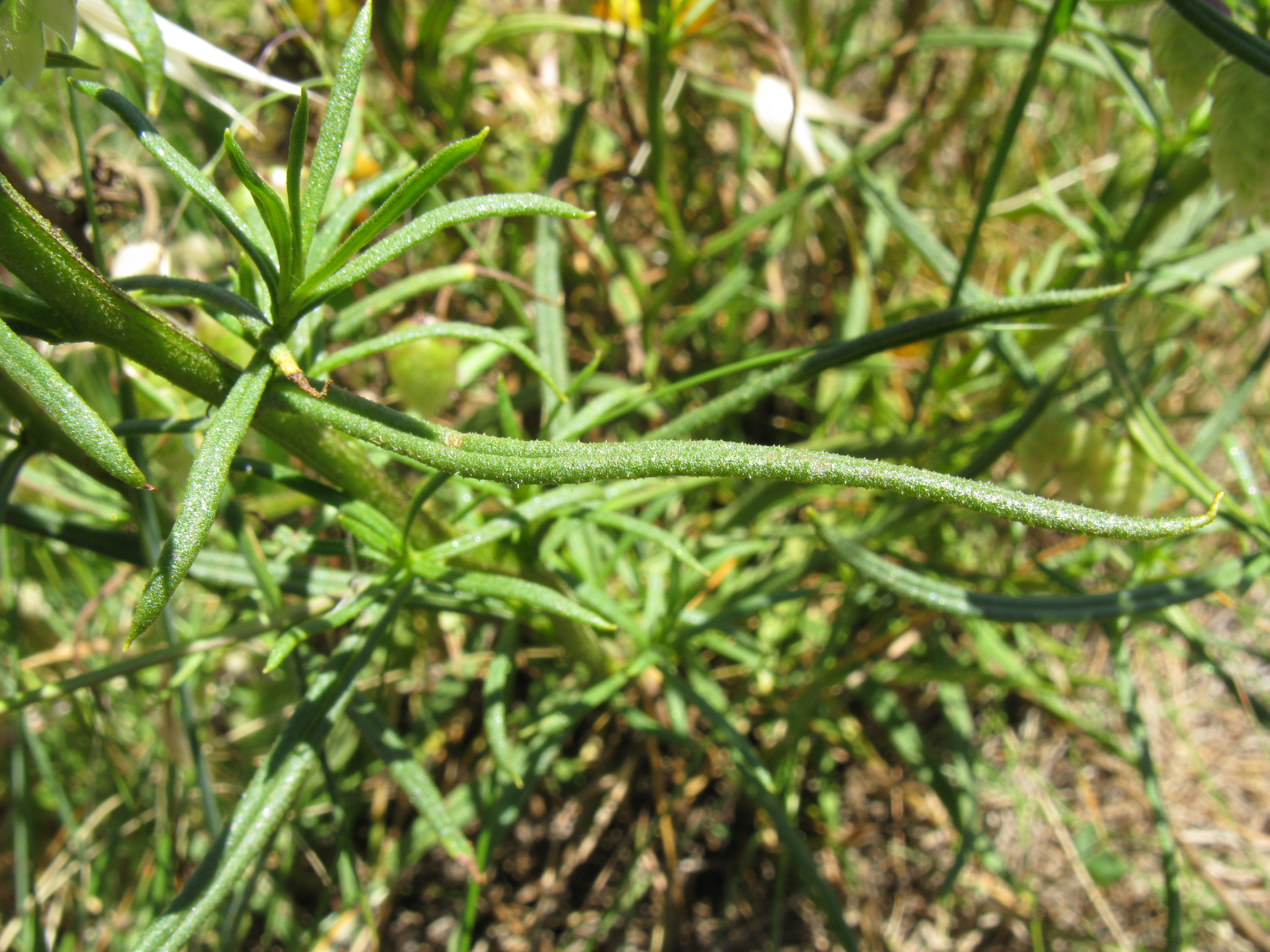
Le foglie
Xerochrysum viscosum

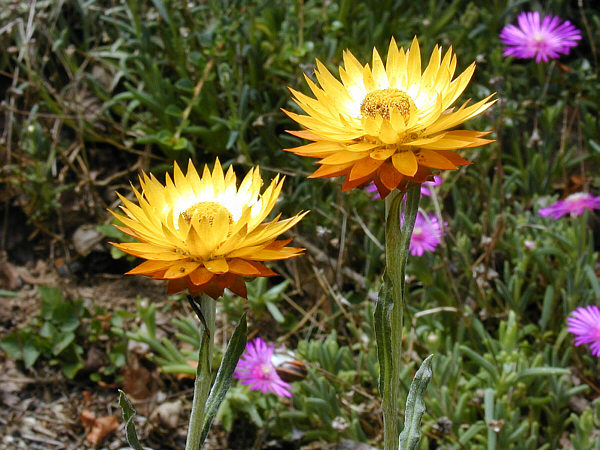
Infiorescenza
Xerochrysum subundulatum

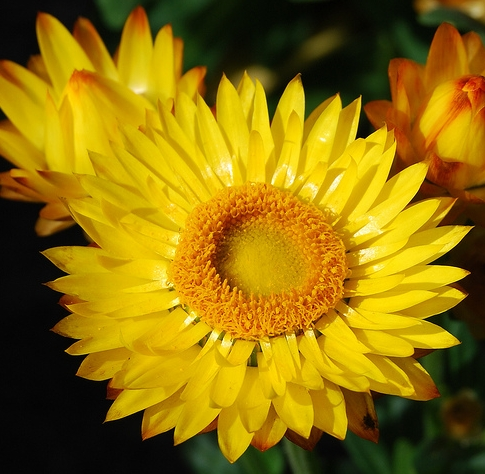
I fiori
Xerochrysum bicolor

Portamento. Le specie di questo gruppo hanno un habitus di tipo erbaceo perenne. I cauli di queste piante sono provvisti del floema, ma non di canali resiniferi; mentre i sesquiterpeni lattoni sono normalmente assenti (piante senza lattice).
Fusto. La parte aerea in genere è eretta e scaposa.
Foglie. Le foglie in sono disposte in modo alternato e sono quasi sempre sessili. La lamina è intera e piatta con forme generalmente strette (da lineari a lanceolate) e colorata di verde scuro; i margini sono continui a volte revoluti. La superficie è tomentosa o lanosa su entrambe le superfici.
Infiorescenza. Le sinflorescenze sono composte da capolini solitari. Le infiorescenze vere e proprie sono formate da un capolino terminale di tipo più o meno disciforme (con fiori eterogami). I capolini sono formati da un involucro, con forme da cilindriche a campanulate, composto da diverse brattee superanti i fiori, al cui interno un ricettacolo fa da base ai fiori. Le brattee, glabre o pelose a consistenza cartacea e colorate, sono disposte in modo più o meno embricato su più serie e possono essere connate alla base (strati di stereoma indiviso);  talora possono avere un margine ialino. Il ricettacolo è senza pagliette a protezione della base dei fiori (raramente quest'ultime sono presenti); la forma è piatta.
Fiori.  I fiori sono tetra-ciclici (formati cioè da 4 verticilli: calice – corolla – androceo – gineceo) e pentameri (calice e corolla formati da 5 elementi). Sono inoltre tubulosi, attinomorfi e si distinguono in:
- fiori del disco esterni: sono femminili e filiformi;
- fiori del disco centrali: sono ermafroditi e tubulosi.

In questo gruppo di piante i fiori radiati (ligulati o del raggio) sono assenti; a volte sono confusi con i fiori femminili (tubulosi) del disco esterno più o meno sub-zigomorfi con un lembo piatto e possono essere interpretati come fiori del raggio.
- Formula fiorale:

*/x K {\displaystyle \infty }, [C (5), A (5)], G 2 (infero), achenio
- Calice: i sepali del calice sono ridotti ad una coroncina di squame.
- Corolla: la forma della corolla normalmente è tubolare con 5 lobi (raramente 4); i lobi hanno una forma deltata o più o meno lanceolata. I colori della corolla sono giallo, bianco e varietà.
- Androceo: l'androceo è formato da 5 stami sorretti da filamenti generalmente liberi; gli stami sono connati e formano un manicotto circondante lo stilo; le teche (produttrici del polline) sono prive di sperone, ma hanno la coda (una sola); le appendici apicali delle antere hanno delle forme concave; il tessuto endoteciale (rivestimento interno dell'antera) è quasi sempre polarizzato (con due superfici distinte: una verso l'esterno e una verso l'interno). Il polline è di tipo echinato (con punte sporgenti) a forma sferica è formato inoltre da due strati di ectesine, mentre lo strato basale è spesso e regolarmente perforato (tipo “gnafaloide”).[8]
- Gineceo: l'ovario è infero uniloculare formato da 2 carpelli. Lo stilo (il recettore del polline) è intero o biforcato con due stigmi nella parte apicale. Gli stigmi hanno una forma acuta; possono essere ricoperti da minute papille o avere dei penicilli dorsali. Le superfici stigmatiche sono separate.[8]

Frutti. I frutti sono degli acheni con pappo. Gli acheni sono piccoli a forma quadrangolare; la superficie è glabra; il pericarpo può essere percorso longitudinalmente da alcuni fasci vascolari. Il pappo è formato da setole capillari (piumose o barbate) libere.

## Biologia
Impollinazione: tramite insetti (impollinazione entomogama tramite farfalle diurne e notturne).

Riproduzione: la fecondazione avviene fondamentalmente tramite l'impollinazione dei fiori.

Dispersione: i semi cadono a terra e vengono dispersi soprattutto da insetti come formiche (disseminazione mirmecoria). Un altro tipo di dispersione è zoocoria: gli uncini delle brattee dell'involucro (se presenti) si agganciano ai peli degli animali di passaggio che portano così i semi anche su lunghe distanze. Inoltre per merito del pappo il vento può trasportare i semi anche per alcuni chilometri (disseminazione anemocora).

## Distribuzione e habitat
Le specie di questo genere sono distribuite in Australia, Tasmania e Nuova Guinea. Inoltre risulta introdotto in Europa, America centrale e India.

## Tassonomia
La famiglia di appartenenza di questa voce (Asteraceae o Compositae, nomen conservandum) probabilmente originaria del Sud America, è la più numerosa del mondo vegetale, comprende oltre 23.000 specie distribuite su 1.535 generi, oppure 22.750 specie e 1.530 generi secondo altre fonti (una delle checklist più aggiornata elenca fino a 1.679 generi). La famiglia attualmente (2021) è divisa in 16 sottofamiglie; la sottofamiglia Asteroideae è una di queste e rappresenta l'evoluzione più recente di tutta la famiglia.

### Filogenesi
Il genere di questa voce è descritto nella tribù Gnaphalieae, una delle 21 tribù della sottofamiglia Asteroideae. Da un punto di vista filogenetico, la tribù Gnaphalieae fa parte del supergruppo (o sottofamiglia) "Asteroideae grade"; l'altro è il supergruppo "Non-Asteroideae" contenente il resto delle sottofamiglie delle Asteraceae. All'interno del supergruppo è vicina alle tribù Senecioneae, Calenduleae, Astereae e Anthemideae.
La sottotribù Gnaphaliinae è caratterizzata da portamenti di vario tipo con specie ginomonoiche e monoiche, da foglie con margini interi, da capolini disciformi omogami o eterogami e raramente radiati (o subradiati), dallo stilo con rami troncati e superfici stigmatiche separate apicalmente, da acheni glabri o con tricomi allungati e pappo ridotto.
Il genere  Xerochrysum appartiene al gruppo Australasian clade, un gruppo informale monofiletico della sottotribù Gnaphaliinae diviso in quattro sottocladi: Angianthus (specie effimere dell'Australia occidentale), Waitzia (specie perenni dell'Australia orientale), Cassinia (specie con portamento arbustivo) e Euchiton (specie perenni simili a piante lanose e alpine). Il genere di questa voce appartiene al clade Waitzia che insieme al clade Angianthus forma un "gruppo fratello"; entrambi si trovano in posizione del "core" dell'Australasian clade, ossia sono gli ultimi cladi ad essersi evoluti.  Xerochrysum probabilmente non è monofiletico in quanto al suo interno potrebbe essere nidificato il genere Coronidium Paul G.Wilson..
I caratteri distintivi del genere  Xerochrysum sono:
- in genere le infiorescenze sono scapose;
- le brattee involucrali sono colorate;

Il numero cromosomico delle specie di questo genere è: 2n = 22, 24, 26, 18 e 30.

### Elenco delle specie
Questo genere ha 25 specie:
- Xerochrysum alpinum  Paul G.Wilson
- Xerochrysum andrewiae  T.L.Collins & J.J.Bruhl
- Xerochrysum banksii (A.Cunn. ex DC.) T.L.Collins & I.Telford
- Xerochrysum berarngutta  T.L.Collins & I.Telford
- Xerochrysum bicolor (Lindl.) R.J.Bayer
- Xerochrysum boreale  Paul G.Wilson
- Xerochrysum bracteatum (Vent.) Tzvelev
- Xerochrysum collierianum  A.M.Buchanan
- Xerochrysum copelandii  J.J.Bruhl & I.Telford
- Xerochrysum frutescens  J.J.Bruhl & I.Telford
- Xerochrysum gudang  T.L.Collins & J.J.Bruhl
- Xerochrysum halmaturorum  Paul G.Wilson
- Xerochrysum hispidum  T.L.Collins & I.Telford
- Xerochrysum interiore  Paul G.Wilson
- Xerochrysum macranthum (Benth.) Paul G.Wilson
- Xerochrysum macsweeneyorum  T.L.Collins
- Xerochrysum milliganii (Hook.f.) Paul G.Wilson
- Xerochrysum murapan  T.L.Collins & I.Telford
- Xerochrysum neoanglicum  J.J.Bruhl & I.Telford
- Xerochrysum palustre (Flann) R.J.Bayer
- Xerochrysum papillosum (Labill.) R.J.Bayer
- Xerochrysum strictum  T.L.Collins & J.J.Bruhl
- Xerochrysum subundulatum (Sch.Bip.) R.J.Bayer
- Xerochrysum viscosum (DC.) R.J.Bayer
- Xerochrysum wilsonii  T.L.Collins

### Specie della flora spontanea italiana
Nella flora spontanea italiana del gruppo di questa voce è presente la seguente specie (introdotta):
- Xerochrysum bracteatum (Vent.) Tzvelev - Elicriso lucido.

La presenza sul territorio italiano è da verificare.

### Sinonimi
Sono elencati alcuni sinonimi per questa entità:
- Bracteantha Anderb. & Haegi